# Престон (округ Адамс, Вісконсин)
Престон (англ. Preston) — місто (англ. town) в США, в окрузі Адамс штату Вісконсин. Населення — 1377 осіб (2020).

## Демографія
Згідно з переписом 2010 року, у місті мешкали 1393 особи в 619 домогосподарствах у складі 422 родин. Було 1160 помешкань
Расовий склад населення:
| - 96,1 % — білих - 0,9 % — корінних американців - 0,6 % — чорних або афроамериканців - 0,4 % — азіатів |

До двох чи більше рас належало 1,7 %. Частка іспаномовних становила 2,8 % від усіх жителів.
За віковим діапазоном населення розподілялося таким чином: 16,9 % — особи молодші 18 років, 58,8 % — особи у віці 18—64 років, 24,3 % — особи у віці 65 років та старші. Медіана віку мешканця становила 52,2 року. На 100 осіб жіночої статі у місті припадало 100,7 чоловіків;  на 100 жінок у віці від 18 років та старших — 101,9 чоловіків також старших 18 років.
Середній дохід на одне домашнє господарство  становив 49 196 доларів США (медіана — 41 500), а середній дохід на одну сім'ю — 58 377 доларів (медіана — 55 104). Медіана доходів становила 39 524 долари для чоловіків та 32 813 долари для жінок. За межею бідності перебувало 16,3 % осіб, у тому числі 17,6 % дітей у віці до 18 років та 8,3 % осіб у віці 65 років та старших.
Цивільне працевлаштоване населення становило 473 особи. Основні галузі зайнятості: виробництво — 23,0 %, освіта, охорона здоров'я та соціальна допомога — 18,4 %, мистецтво, розваги та відпочинок — 13,1 %, роздрібна торгівля — 8,2 %.